# 13231 Blondelet
13231 Blondelet è un asteroide della fascia principale. Scoperto nel 1998, presenta un'orbita caratterizzata da un semiasse maggiore pari a 3,2298210 au e da un'eccentricità di 0,1575925, inclinata di 0,43255° rispetto all'eclittica.
L'asteroide è dedicato al fisico francese Jacques Blondelet.